# Panspermie dirigée

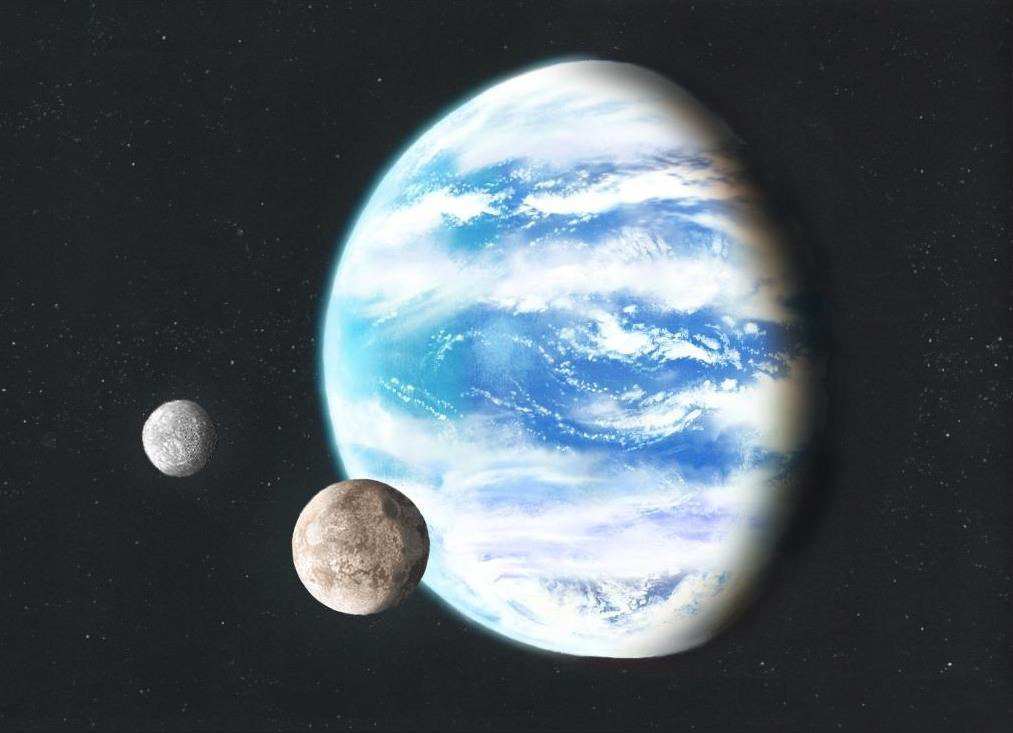
Exoplanète océanique hypothétique avec une atmosphère terrestre et deux satellites

La panspermie dirigée (ou ensemencement planétaire) est une théorie selon laquelle l'origine de la vie sur Terre serait due à une contamination extraterrestre délibérée.
Selon cette hypothèse, on pourrait implanter des micro-organismes dans des comètes ou des sondes spatiales, les envoyer à travers l'espace, pendant des décennies, voire des siècles, jusqu'à une exoplanète où la vie ne s'est pas encore développée et l'ensemencer. L'objectif pourrait être simplement l'expansion de la vie, mais aussi la terraformation de la planète, la modification de sa biosphère ou sa future colonisation.
Cette technique pourrait être utilisée par l'humanité dans le futur, mais a aussi pu être utilisée par des extraterrestres pour ensemencer la Terre dans le passé.
Cette théorie, notamment défendue par des courants créationnistes transformistes et déistes, est séduisante et difficile à réfuter, mais reste une hypothèse spéculative sans preuve tangible pour l'étayer.

## Histoire
L'humanité s'interroge depuis longtemps sur l'origine de la vie, l'hypothèse de transferts d'éléments minéraux et organiques d'une planète à une autre, via des comètes ou des météorites par exemple, est débattue depuis plus d'un siècle au moins, notamment dans le cadre de l'astrobiologie et de l'exobiologie. 
Un premier exemple de l'idée de la panspermie dirigée date de la première œuvre de science-fiction Last and First Men d'Olaf Stapledon, publiée pour la première fois en 1930. Elle détaille la manière dont les derniers humains, en découvrant que le système solaire serait bientôt détruit, décident d'envoyer de microscopiques «graines d'une nouvelle humanité» vers des zones potentiellement habitables de l'univers. 
En 1966, Iossif Chklovski et Carl Sagan ont proposé que la vie sur Terre ait pu être semée grâce à la panspermie dirigée par d'autres civilisations. Et en 1973, Francis Crick et Leslie Orgel ont également discuté du concept. Mautner a examiné en 1995 et en 1997 la technologie nécessaire pour répandre notre forme de vie génique et protéique vers de nouveaux systèmes planétaires et les raisons pour se lancer dans un tel projet,,,. 
Plusieurs publications depuis 1979 ont émis l'idée que si une signature distinctive était découverte, implantée délibérément, dans le génome ou le code génétique des êtres vivants sur Terre, cela prouverait l'existence de la panspermie dirigée. En 2013 une équipe de physiciens a déclaré avoir découvert des traces d'une telle signature, mais leur découverte a rapidement été réfutée. 
En 2016, le physicien allemand Claudius Gros a proposé que la technologie développée par le projet Breakthrough Starshot puisse être utilisée dans un deuxième temps pour établir une biosphère d'organismes unicellulaires sur des exoplanètes. Le but de cette initiative, The Genesis Project, serait d'accélérer l'évolution de ces planètes vers une étape équivalente au Précambrien sur Terre. Claudius Gros soutient que le projet Genesis serait réalisable dans les 50 ou 100 ans à venir,.
Certains jugent la panspermie dirigée encore peu crédible ou invitent à en peser les enjeux éthiques et les questions nouvelles. Aujourd'hui les agences spatiales ont même intégré des procédures de protection planétaire pour réduire le risque de contamination d'autres planètes au cours de missions spatiales,.

## Conditions nécessaires
Pour des articles plus généraux, voir Origine de la vie et Extrêmophile.
La vie telle que nous la connaissons nécessite des conditions rares pour s'épanouir, eau, lumière, nutriments, température... Cette liste est controversée, car il existe des organismes extrémophiles qui peuvent vivre dans des conditions normalement impropres à la vie et qui pourraient donc potentiellement survivre à un voyage dans l'espace. Les simulations suggèrent qu'une météorite pourrait mettre plusieurs dizaines de millions d'années avant d'entrer en collision avec une autre planète, mais il existe des bactéries terrestres viables et documentées, âgées de 40 millions d'années et très résistantes aux radiations, d'autres capables de revenir à la vie après avoir dormi 25 millions d'années, ce qui suggère que les transferts de vie sont possibles avec des météorites de plus de 1m.

## Projet Genesis

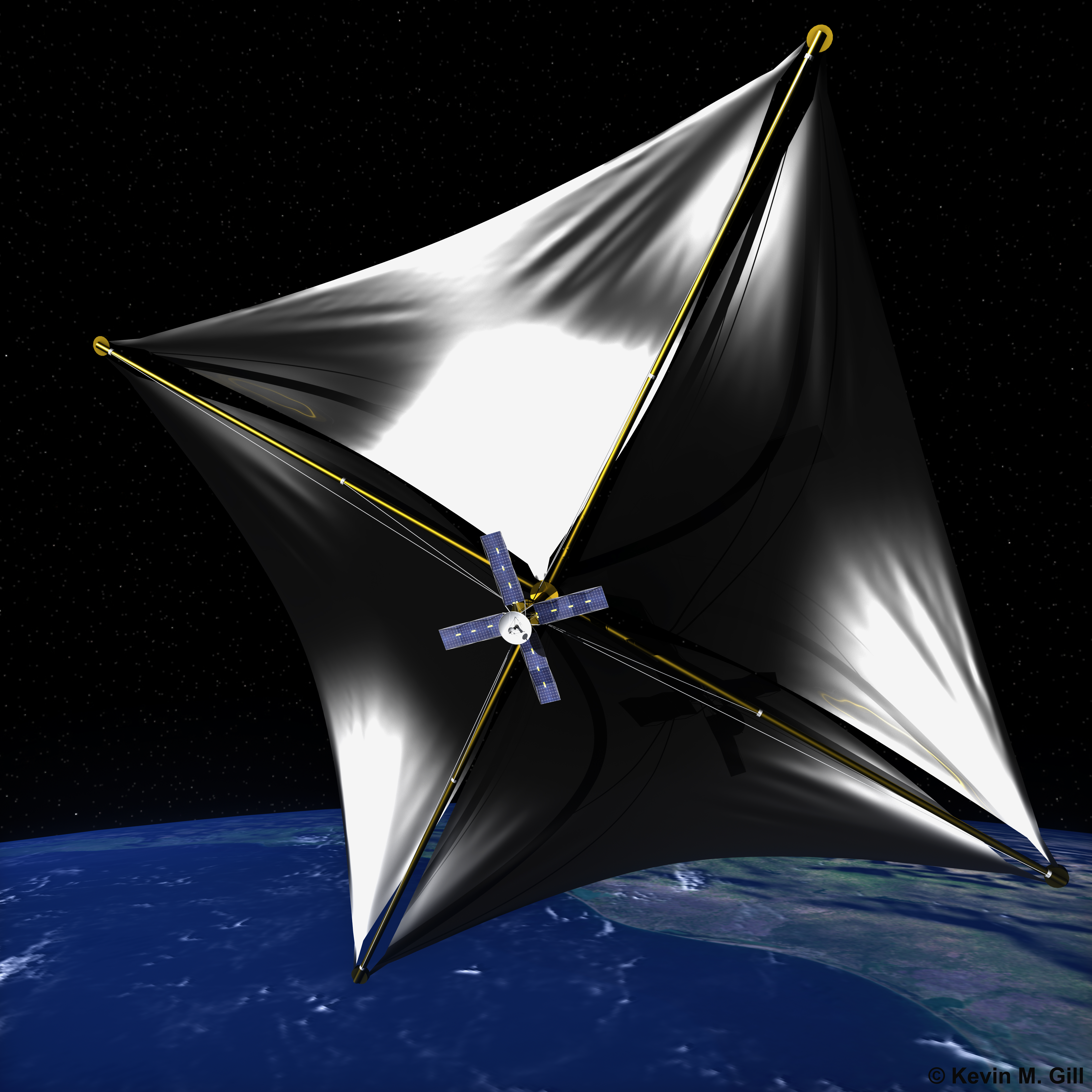
Sonde spatiale équipée d'une voile solaire (vue d'artiste). Les sondes du projet Breakthrough Starshot auront la dimension d'un timbre poste et la voile fera environ 2mx2m (4 m2).

En août 2016, Claudius Gros (physicien et théoricien de l'Université Goethe de Francfort) a publié un essai en astrophysique et sciences spatiales où il décrit The Genesis Project, l'envoi de sondes intelligentes vers des  mondes actuellement sans vie pour les ensemencer avec des microbes. Ces sondes pourraient par exemple être poussées par des voiles solaires comme celles de la mission Starshot envisagée vers Alpha Centauri pour y rechercher d'éventuelles traces de vie. Des microbes pourraient ainsi être implantés à la surface d'une exoplanète, évoluer vers des organismes multicellulaires, et peut-être plus tard, vers des organismes de types fongiques, végétaux et animaux. 
Interviewé par le journal Science, il précise que seules des planètes sans vie devraient être ensemencées (ce qui peut être vérifié par la sonde, par exemple grâce à la spectrométrie). Il décrit deux stratégies possibles : une intelligence artificielle embarquée pourrait créer par génie génétique, puis déposer sur d'autres planètes, des microbes pré-adaptés aux conditions de vie locales (ex : organismes extrémophiles pour des planètes chaudes, froides, acides, radioactives...). Seconde solution, la même souche de microbes pourrait être répartie sur de nombreuses planètes, chaque colonie étant susceptible d'évoluer différemment en s'adaptant par sélection naturelle aux ressources et contraintes locales. Une combinaison de ces deux possibilités est également possible. 
Selon Claudius Gros, des micro-capsules de quelques millimètres de long suffiraient pour introduire une vie photosynthétique capable de produire une atmosphère riche en oxygène, où d'autres formes de vie plus avancées pourraient ensuite se développer. La sonde placée en orbite pourrait préparer des organismes eucaryotes (multicellulaires), confiés ensuite à l'évolution potentiellement pour des millions d'années. 
Selon l'auteur, 50 à 100 ans suffiraient à préparer une telle mission, à condition de recueillir d'ici-là plus de données sur les exoplanètes les plus proches.
L'humanité pourrait disparaître bien avant qu'une vie intelligente n'apparaisse sur ces planètes, et la question de savoir si les humains peuvent, veulent ou doivent jouer un rôle actif dans le cosmos plutôt que de l'observer prudemment, est également une question éthique ; selon l'auteur « nous devrions donner à la vie des chances de se développer, même si on n'en voit jamais le résultat ». Genesis serait aussi un héritage pour l'humanité,,,.

## Critiques
Certains considèrent ces hypothèses comme du colonialisme biologique, de la pollution ou de la contamination. La simple arrivée d’une sonde mal stérilisée risque d’ensemencer accidentellement, par contamination, la planète de destination.